# 楊庶堪
楊 庶堪（よう しょかん/よう しょたん1881年12月9日〈光緒7年10月18日〉 - 1942年〈民国31年〉8月6日）は中華民国の政治家。中国同盟会以来の革命派人士。民国期を通して孫文を支持し、中国国民党にも加入した。名は先達だが、一般に号の庶堪で知られる。字は品璋、滄白。晩号は邠齋。

## 事績

### 四川革命派の指導者
商人の家庭に生まれる。1900年（光緒26年）、重慶で県試を受け、首席の秀才となる。しかし、清朝の腐敗に嫌気が差し、新学の習得へと進路を転換した。
重慶で英語を学ぶ傍ら、同郷の鄒容と親交を結ぶ。翌年には、鄒とともに、重慶を訪問していた成田安輝、井戸川辰三から日本語を学んだ。1902年（光緒28年）春、重慶府中学堂が創設されるとともに、英語教員として招聘されている。以後、公強会などの秘密組織を結成し、革命や富国強兵の思想の宣伝に取り組んだ。
1905年（光緒31年）8月、中国同盟会が設立される。楊庶堪もまた重慶へ派遣されてきた会員の仲介により、これに加入した。まもなく同盟会重慶支部が設立され、楊は重慶分部の責任者となった。以後、四川方面での革命派指導者の一人として、革命思想の宣伝や武装蜂起などに従事している。
1911年（宣統3年）10月に武昌起義が勃発し、辛亥革命が開始される。楊庶堪・張培爵もまた革命派として武装蜂起した。楊らは11月22日に重慶府を攻略して、革命派の蜀軍政府を成立させている。楊は、張を蜀軍政府都督に推薦し、自身は顧問となった。

### 民初の活動
中華民国成立後、蜀軍政府は、成都に成立していた尹昌衡らの四川軍政府と合流することになる。楊庶堪は四川軍政府の外交部長に任じられた。
1913年（民国2年）、二次革命（第二革命）が勃発し、四川でも熊克武が討袁軍総司令として決起すると、楊は熊から四川民政部長に任命された。しかし、熊らは敗北し、楊は日本へ亡命した。このとき、楊は黄興が組織した欧事研究会にまず加わる。翌年に孫文が中華革命党を組織すると、これに転じて政治部副部長に任命された。
1915年（民国4年）、楊庶堪は上海に向かい、陳其美らの蜂起に加わったが、敗北に終わる。その後は、南洋で革命派のための資金収集に尽力した。1918年（民国7年）3月、熊克武が四川督軍となると、四川省議会の推薦を受けて四川省長に選出された。
楊庶堪は10月にようやく四川に戻り、政務に就いた。しかし、政学系を支持する熊克武と孫文を支持する楊との間では、対立が絶えなかった。1920年（民国9年）4月、孫文派の川軍指揮官・呂超が反熊戦争を起こすと、楊もこれを支持した。しかし同年9月、熊の反撃に敗れ、楊は呂とともに下野した。

### 初期国民党の要人
四川から逃れた楊庶堪は、広州の孫文の下に戻る。1921年（民国10年）6月、中国国民党本部財政部長に任命された。1923年（民国12年）2月、兵変を起こした陳炯明を孫文らが撃破した後、楊は大元帥府秘書長に任命される。同年冬には党臨時中央執行委員に選出された。
翌年1月の第1回全国代表大会において、四川省代表兼中央監察委員に選出された。同年3月、広東省省長に任命され、同省の改革に乗り出した。しかし蔣介石・戴季陶との政争に敗れ、わずか3か月で辞職に追い込まれた。
同年11月、臨時執政段祺瑞の下で、孫文派の一員として農商総長に任命されたが、実際には就任しなかった。孫文死後の1925年（民国14年）8月、司法総長に任じられた。しかし列強外交団対処費を拠出されないなど、内閣で冷遇されたこともあって、同年12月に辞任した。
その後は、南京に戻り、国民政府委員や国民党中央監察委員などをつとめる。しかし1933年（民国22年）、蔣介石への不信・不満などもあって政界を引退し、上海に隠居した。

### 晩年
日中戦争（抗日戦争）勃発後も、楊庶堪は上海にとどまったが、汪兆銘からの親日政府参加要請は拒絶した。後に、友人の手助けもあって重慶へ脱出している。しかし、そこでも蔣介石への協力は望まず、引き続き隠居を続けた。
1942年（民国31年）8月6日、重慶にて病没。享年62（満60歳）。